# Kris Holm
 (février 2025).
 (décembre 2024).
Kris Holm (né le 15 juillet 1973) est un célèbre monocycliste canadien. Il pratique le monocycle depuis 1985 et est considéré comme l'un des pionniers du monocycle tout-terrain, et le monocycliste le plus connu au monde. Il est considéré comme le fondateur du Monocycle trial et a été champion d'Amérique du Nord en 1999, du monde en 2002 et d'Europe en 2005. Il a effectué des démonstrations de trial avec l'équipe Norco Factory Trials de 1998 à 2006.

## Carrière
Kris Holm a reçu son premier monocycle pour son douzième anniversaire, en 1985. Depuis lors, il a parcouru des sentiers dans de nombreux pays, notamment au sommet de la plus haute montagne d'Amérique centrale, au sommet de la 3e plus haute montagne d'Amérique du Nord, sur les routes commerciales à travers le royaume himalayen du Bhoutan et sur la Grande Muraille de Chine. En 2006, il a gravi et tenté une descente en monocycle du Licancabur, un volcan bolivien qui culmine à 5950 m d'altitude. En 2010, il a concouru contre des vélos lors de la course de vélo de 7 jours BC Bike Race, devenant le premier monocycliste à atteindre le podium dans une grande course de VTT, avec une 3e place (Solo masculin, catégorie Challenge) lors de l'étape 5. Il a pris sa retraite de la pratique compétitive du monocycle en 2013 à l'âge de 40 ans, mais continue de monter activement.
Kris Holm a été le premier monocycliste à faire connaître le monocycle tout-terrain au grand public par le biais de films, de télévision et de magazines, et a été un défenseur de la sensibilisation du public à son sport. Il est apparu dans plus de 200 longs métrages médiatiques depuis 1998, dont 13 films projetés dans des festivals de cinéma de montagne et des tournées de festivals. Cette exposition a entraîné une augmentation majeure de la popularité mondiale du monocycle. Son film, Into the Thunder Dragon, a été nommé « l'un des vingt meilleurs DVD d'aventure de tous les temps » dans le numéro de décembre 2005 du Men's Journal . Il a également été présenté dans de nombreuses publications imprimées grand public, notamment Sports Illustrated Adventure, Men's Fitness, ESPN Magazine et National Geographic Adventure.
En 1999, il a fondé la marque de monocycle à son nom. Les premiers modèles étaient sujets à des défaillances et les casses étaient fréquentes. KHU est aujourd'hui distribué dans le monde entier. KHU sponsorise également une équipe. KHU a été la première entreprise canadienne et la première marque de cyclisme à rejoindre One Percent for the Planet, une alliance d'entreprises qui reversent 1 % de leur chiffre d'affaires brut à des causes environnementales. Holm est ambassadeur de la marque 1% depuis 2011.
Ses livres incluent The Essential Guide to Mountain and Trials Unicycling,  et des chapitres dans Einradfahren: Moves & Tricks für Fortgeschrittene (Meyer&Meyer, 2010) et Adventurers of the 21st Century.

## Vie personnelle
Kris Holm est titulaire d'une maîtrise en sciences. de l'Université de la Colombie-Britannique en 2002 et travaille comme géoscientifique tout en gérant sa marque de monocycle.

## Apparitions vidéo
- Un gars fatigué (compilation de courts métrages)
  - Un gars fatigué (version festival du film)
- Skilletto (court métrage)
- Whitetrax (court métrage)
- Unizaba (court métrage)
  - Unizaba (adapté pour la télévision National Geographic )
- Fat Tire Fury (court métrage)
- Ivre en public
- Into The Thunder Dragon (film et épisode télévisé)
- Univers (segment vidéo d'action)
- Univers 2 (segment vidéo d'action)
- Défaut (segment vidéo d'action)
- Révolution One (court métrage)
  - Révolution One (long métrage)
- Nouveau désordre mondial (I et II)
- Extrême-Nord (II, III et IV)
- Le clip vidéo du single JD Davis Life in the Extreme (monté à partir d'images précédentes)
- Focal Point (court métrage, également présenté dans la compilation de films Bicycle Dreams)

## Apparitions médiatiques notables
- Fonctionnalités TV (Ripley's Believe It Or Not!, You Gotta See This, Rekord Fieber, More than Human, World Fantastic Heroes, National Geographic, divers bulletins d'information, divers)
- Magazines (vélo, VTT, VTT de descente, Dirt Rag, Outside, ESPN, Men's Fitness, GQ, Stuff, FHM, Outdoor Photographer, National Geographic Adventure, Sports Illustrated Adventure, divers)

## Apparitions dans des festivals de cinéma
- Festival du film de montagne de Banff et tournée mondiale (États-Unis, international) (2000 - Skilletto; 2001 - Unizaba, Fat Tire Fury; 2002 - Whitetrax; 2009 - Revolution One)
- Festival international du film de montagne de Vancouver et tournée (Canada) (2000 - Skilletto; 2001 - Unizaba; 2002 - Into the Thunder Dragon; 2009 - Revolution One, 2011 - Multimedia, 2012 - Focal Point)
- Festival et tournée du film de Telluride Mountain (États-Unis) (2000 - Skilletto ; 2001 - Unizaba, Fat Tire Fury ; 2002 - Whitetrax ; 2009 - Revolution One)
- Festival du film Tube (X-Games) (États-Unis) (2000 - Univers)
- Festival du film de Grand Rapids (États-Unis) - (2010 - Into the Thunder Dragon)
- Festival du film de montagne de Budapest (Hongrie) (2003 - Into the Thunder Dragon)
- Festival du film de vélo de montagne de Victoria (Canada) (2001 - Unizaba)
- Tournée du Festival du Film du Magazine Outside (États-Unis) (2001 - Into the Thunder Dragon)
- Festival du film de Katmandou (Népal) (2002 - Into the Thunder Dragon)
- Festival du film X-Dance (États-Unis) (2001 - New World Disorder)
- Festival du film 5-Point (États-Unis) (2009 - Revolution One)
- Festival du film de Kendall (Royaume-Uni) (2002 - Into The Thunder Dragon, 2010 - Revolution One)
- Festival international du film de Moscou (Russie) (2003 - Unizaba, Into The Thunder Dragon)
- Hory a Mesto Film Festival (Slovaquie) (2003 - Whitetrax, Into the Thunder Dragon)
- Festival du film de Yosemite (USA) (2003 - Into the Thunder Dragon)
- Festival du film de montagne de Taos (États-Unis) (2001 - New World Disorder, 2003 - Into the Thunder Dragon ; 2009 - Revolution One)
- Festival du film Bike in Film (États-Unis) (2005 - Un gars fatigué)
- Festival des Arts Harmony (Canada) (2006 - Dans le dragon du tonnerre)
- Festival du film de montagne de Williamstown (États-Unis) (2009 - Revolution One)
- Festival du film AdventureFilm (États-Unis) (2009 - Revolution One)
- Festival du film de montagne de Schaff (Royaume-Uni) (2009 - Revolution One ; 2014 - Focal Point)
- Festival du film de Kalamazoo (États-Unis) (2010 - Revolution One)
- Tournée des festivals de films Moving Adventures (Union européenne) (2003, 2010 - One Tired Guy)
- Festival du film de Durango (États-Unis) (2013 - Focal Point)
- Festival du film de montagne de Nouvelle-Zélande (NZ) (2013 - Focal Point)
- Prix du film d'aventure (Italie) (2013 - Focal Point)